# Mingma David Sherpa
Mingma Gyabu (David) (Taplejung, 1989) è un alpinista nepalese; è stato il più giovane ad aver scalato tutte le quattordici montagne di 8000 metri e aver compiuto la prima scalata invernale del K2.

## Montagne scalate
|     | Vette                   | Anno (stagione)                              |
| --- | ----------------------- | -------------------------------------------- |
| 1.  | Everest (8848 m).       | 2010 (primavera)                             |
| 2.  | K2 (8611 m).            | 2014 (estate), 2018 (estate), 2021 (inverno) |
| 3.  | Kangchenjunga (8586 m). | 2019 (primavera)                             |
| 4.  | Lhotse (8516 m).        | 2018 (primavera)                             |
| 5.  | Makalu (8485 m).        | 2014 (primavera)                             |
| 6.  | Cho Oyu (8188 m).       | 2011 (autunno)                               |
| 7.  | Dhaulagiri I (8167 m).  | 2019 (primavera)                             |
| 8.  | Manaslu (8163 m).       | 2012 (autunno), 2019 (autunno)               |
| 9.  | Nanga Parbat (8125 m).  | 2019 (estate)                                |
| 10. | Annapurna I (8091 m).   | 2019 (primavera)                             |
| 11. | Gasherbrum I (8080 m).  | 2019 (estate)                                |
| 12. | Broad Peak (8051 m).    | 2019 (estate)                                |
| 13. | Gasherbrum II (8034 m). | 2019 (estate)                                |
| 14. | Shisha Pangma (8027 m). | 2019 (autunno)                               |

## Riconoscimenti
L'Unione delle Associazioni alpinistiche Asiatiche (UAAA) ha onorato lo Sherpa con il Piolet d'Or per le sue tecniche di scalata.